# Matka Příroda

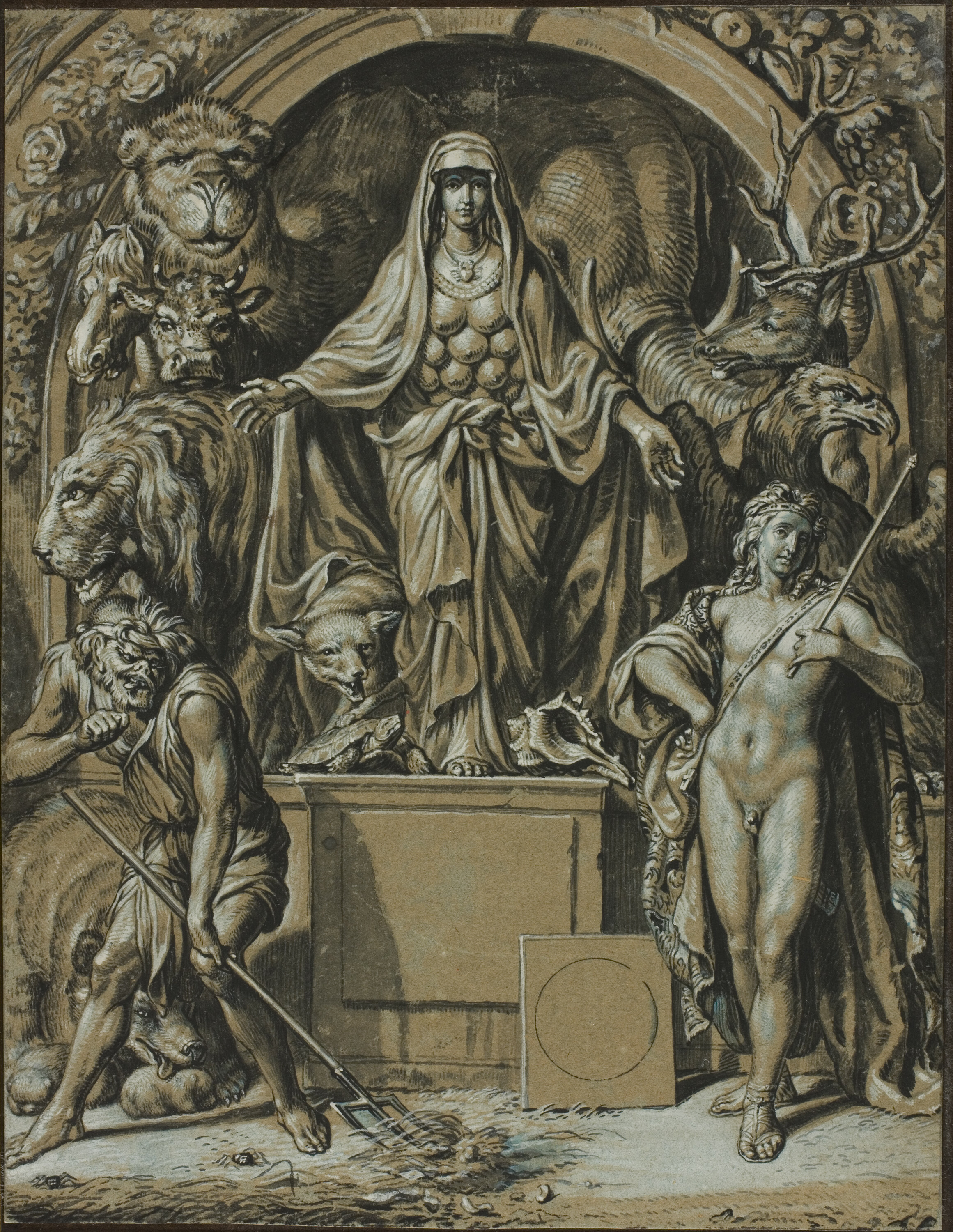
Diana Efeská jako alegorie, kresba Josepha Wernera, cca 1680

Matka Příroda, Matka Země či jen Příroda je v západní kultuře personifikace a alegorie přírody či planety Země jako ženské bytosti, typicky s mateřskou povahou.
Počátky konceptu Matky Přírody lze spojit s bohyněmi země a bohyněmi matkami archaických náboženství. Země v nich byla chápána jako základ všech věcí a nezahrnovala pouze zemský povrch jako takový, ale také rostlinstvo, kameny, vody, tedy vše člověka obklopující, celý lidský svět, stojící v opozici k Nebesům. Taková Země byla také chápána jako obsahující zárodky všeho, včetně lidí, tedy jako matka. V helénistické filosofii, především v středoplatonismu a novoplatonismu se objevilo pojetí chápající přírodu jako živou, polobožskou bytost stojící mezi světem idejí a světem hmoty. Přírodu v takovém slova smyslu lze srovnat s pojetím Hekaté v Chaldejských orákulech, se Sofií gnosticismu, nebo s Isidou v Apuleiově Zlatém oslu. Podobný obraz se objevuje také v Lucretiově básni O přírodě, kde je bohyně Venuše použita jako metafora pro tvořivé síly přírody.
Křesťanská literatura navazovala na platonismus svými ženskou personifikací Přírody, v renesanci pak došlo znovuobjevení platónského pojetí v souvislosti s rozvojem renesanční magie. Později však  tyto představy začaly mizet s nástupem mechanistického výkladu světa, ale vrátily se s nástupem romantismu, kde se opět objevilo chápání Přírody jako Bohyně. S odkazem na egyptskou bohyni Isis se někdy hovoří o Isidině závoji, který je zvedán, tak jak jsou tajemství Přírody odhalována.
S personifikací Přírody a Země lze srovnat hypotézu Gaia, kterou navrhl v 60. letech 20. století klimatolog James Lovelock. Ačkoliv Lovelockova hypotéza byla čistě sekulární a její pojmenování po řecké bohyni země nemá hlubší význam, byla ve velké míře popularizována v souvislosti s chápáním Země jako oduševnělé bytosti. Jako Matka Příroda může být také chápána Bohyně či Velká bohyně v různých podobách novopohanství, hnutí Bohyně a ekofeminismu.